# Blana
Přírodní památka a evropsky významná lokalita Blana se nachází v okrese České Budějovice asi dva kilometry severovýchodně od města Zliv a leží v katastru obce Zahájí. Důvodem ochrany této přírodní památky, vyhlášené v roce 2011, jsou cenné vodní a mokřadní biotopy, vzniklé v depresích po těžbě jílů, s významným výskytem zvláště chráněných druhů rostlin a živočichů, zvláště pak bublinatky vícekvěté. V tomto lesním komplexu je ukryto více než 1000 tůní, které mají různou velikost a hloubku. Ty největší dosahují rozlohy až čtrnáct arů.
V blízkém okolí se nachází přírodní rezervace Mokřiny u Vomáčků nebo přírodní památka Baba. Dále se v blízkosti nachází evropsky významná lokalita a ptačí oblast Hlubocké obory, která je zařazena do.evropské soustavy chráněných území Natura 2000.

## Lokalita

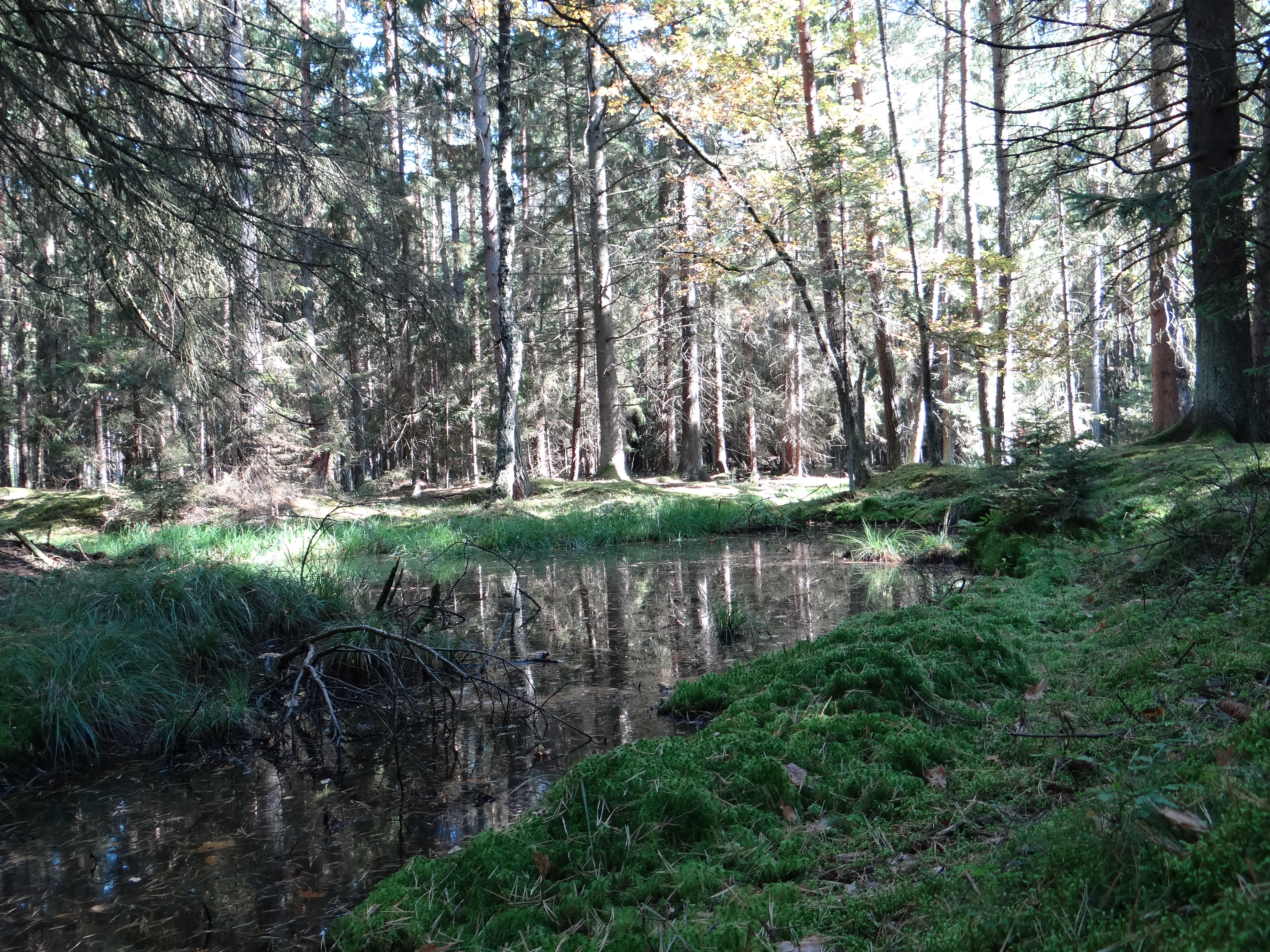
Tůně v Blanech

Přírodní památka leží v lesním komplexu Řídká Blana a je situována mezi Blanským rybníkem, ve kterém roste kotvice plovoucí (Trapa natans) a opuštěným povrchovým lomem na těžbu jílů. V těsné blízkosti se nachází skládka komunálního odpadu a několik menších lokalit se starou skládkou dehtů. Objem dehtů a kontaminovaných zemin se pohybuje v množství cca 30 m3. Díky kvalitnímu jílovému podloží však tyto dehty neunikají do okolí. Lokalita leží v dílčím povodí č. 1-06-03-044 s povrchovým sklonem směrem k rybníku Bezdrev. Území je odvodňováno Mydlovarským potokem, který spojuje Blanský rybník s Mydlovarským rybníkem a rybník Bezdrev. Blana leží v nadmořské výšce 410 metrů a má rozlohu 30,58 ha.

## Historie
Na jaře roku 1742 se v blízkosti odehrála bitva u Zahájí v rámci válek o rakouské dědictví. Na území, kde je dnes přírodní památka, a v jeho okolí byl vybudován opevněný vojenský tábor. Zbytky tohoto opevnění jsou v lesním komplexu dodnes patrné. V roce 1852 se přímo na území dnešní přírodní památky začala těžit železná ruda a to i přes to, že měla obsah železa kolem 20 až 30 %. V roce 1881 pak na témže místě začala těžba okrů a žáruvzdorných jílovců. V první fázi byly dobývány okrové jíly, z kterých se vyráběly barvy, považované při těžbě za hlušinu. Touto okrovou hlínou barvili obyvatelé Zahájí vnější stěny domů ještě ve 20. století. Těžba okrů v lese Řídká Blana začala nejdříve dolováním pomocí šachtic, které byly asi 7 metrů hluboké, ze dna šachtic byly pak raženy chodby. Takto vytěžené okry zpracovávala manufaktura poblíž rybníka Bezdrev. Mnohem významnější byla ovšem těžba žáruvzdorných jílovců, které byly používány pro výrobu šamotových prvků. Tato těžba také probíhala podpovrchovým způsobem, ale postupem času se těžba přesouvala do povrchových jam. Těžba v rozsáhlém lomu na západním okraji lesního komplexu Řídká Blana byla ukončena v roce 2005. Většina dnešních tůní vznikla zaplavením ústí šachtic a povrchových těžeben. Přírodní památka Blana byla vyhlášena 8. dubna 2011.

## Přírodní poměry

### Geologie
Blana leží v jednom z podcelků Českobudějovické pánve, v Blatské pánvi, okresek Zlivská pánev. Blatská pánev je vyplněná převážně slabě zpevněnými jílovci a pískovci svrchnokřídového klikovského souvrství. V okolí lokality jsou uloženy sedimenty spodní části mydlovarského souvrství. Jsou to především tuhé a pevné jíly, jílovité písky, silty, lignitické jíly a lignity.

### Flóra
Přírodní památka a přilehlý lesní komplex je tvořený jehličnatou lesní kulturou s dominantním zastoupením smrku ztepilého (Picea abies) a borovice lesní (Pinus sylvestris), roztroušeně s výskytem dubu letního (Quercus robur) a olše lepkavé (Alnus glutinosa). Keřové patro není výrazněji vyvinuto, v bezprostředním okolí tůní ho tvoří vrba ušatá (Salix aurita) a vrba popelavá (Salix cinerea) pomístně se objevuje i krušina olšová (Frangula alnus). Bylinné patro není druhově početné, dominují zde ostřice třeslicovitá (Carex brizoides), bezkolenec modrý (Molinia caerulea) a brusnice borůvka (Vaccinium myrtillus). Překvapivý je hojný výskyt svízele okrouhlolistého (Galium rotundifolium). Z vzácnějších druhů, vyskytujících se mimo tůně, byla zaznamenána třezalka rozprostřená (Hypericum humifusum), pérnatec horský (Lastraea limbosperma) a také v nižších polohách málo hojná třtina chloupkatá (Calamagrostis villosa). Ve stovkách různě obsáhlých tůní se nachází bohaté populace řady významných a ohrožených druhů vodních a mokřadních rostlin. Největší populace vodních makrofyt mají okřehek menší (Lemna minor) a bublinatka jižní (Utricularia australis). Místy se vyskytuje hvězdoš (Callitriche sp.) a rdest vzplývavý (Potamogeton natans). Nejvýznamnějším druhem této lokality je ale bublinatka vícekvětá (Utricularia bremii), druh zvláště chráněný a v červeném seznamu flóry České republiky republiky hodnocený jako kriticky ohrožený. Bublinatka vícekvětá byla od konce 70. let považována na Českém území za nezvěstnou. Dalším chráněným a kriticky ohroženým druhem rostoucím na lokalitě je leknín bělostný (Nymphaea candida). V početné populaci se zde vyskytuje zevar nejmenší (Sparganium natans). Dále se na lokalitě nachází porosty rozpuku jízlivého (Cicuta virosa), rdestu ostrolistého (Potamogeton acutifolius), vrbiny kytkokvěté (Lysimachia thyrsiflora), rdestu tupolistého (Potamogeton obtusifolius), ostřice nedošáchor (Carex pseudocyperus), vrbovky bahenní (Epilobium palustre) a rozrazilu štítkovitého (Veronica scutellata).

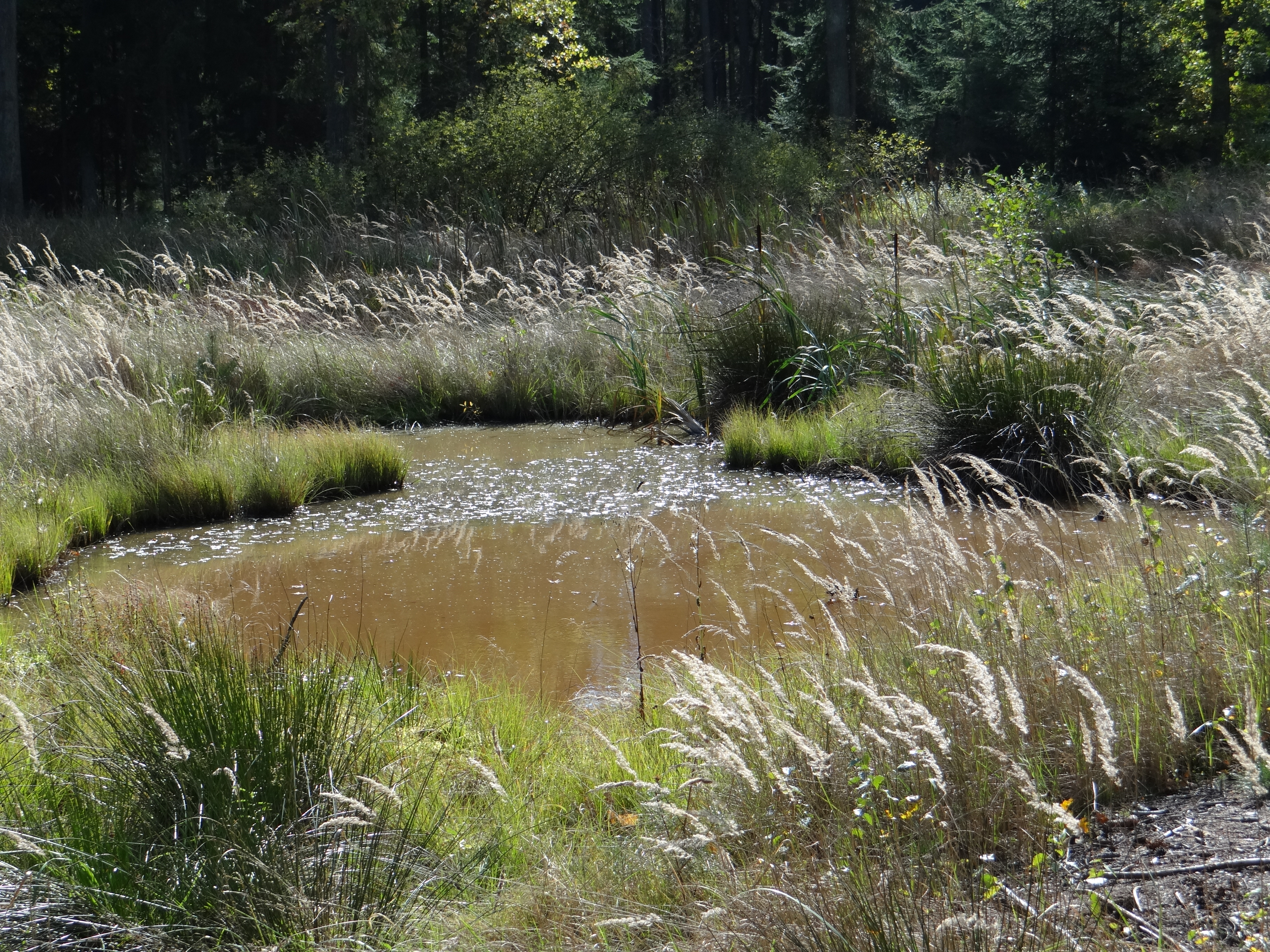
Tůně v Blanech

### Fauna
Vzhledem k početnému výskytu drobných vodních ploch je tato lokalita vhodná pro přežívání a rozvoj populací obojživelníků. Z ocasatých obojživelníků zde žije čolek obecný (Triturus vulgaris), čolek velký (Triturus cristatus) i čolek horský (Triturus alpestris), z žab se zde vyskytují početné populace skokana štíhlého (Rana dalmatina), skokana zeleného (Rana kl. esculenta), skokana krátkonohého (Rana lessonae) a na slunných stanovištích kuňky obecné (Bombina bombina). Žije zde také mnoho druhů vážek. Nejstabilnější populace zde mají šidélko kopovité (Coenagrion hastulatum), šídlo sítinové (Aeshna juncea) a vážka čárkovaná (Leucorrhinia dubia). Vzácně byla zjištěna vážka jasnoskvrnná (Leucorrhinia pectoralis). V některých dobře osvětlených nádržích s hustou vegetací žijí některé vzácnější druhy vodních a mokřadních brouků. K nejzajímavějším nálezům patří vodomil černý (Hydrophilus aterrimus) nebo potápník (Graphoderus zonatus).

## Ochrana

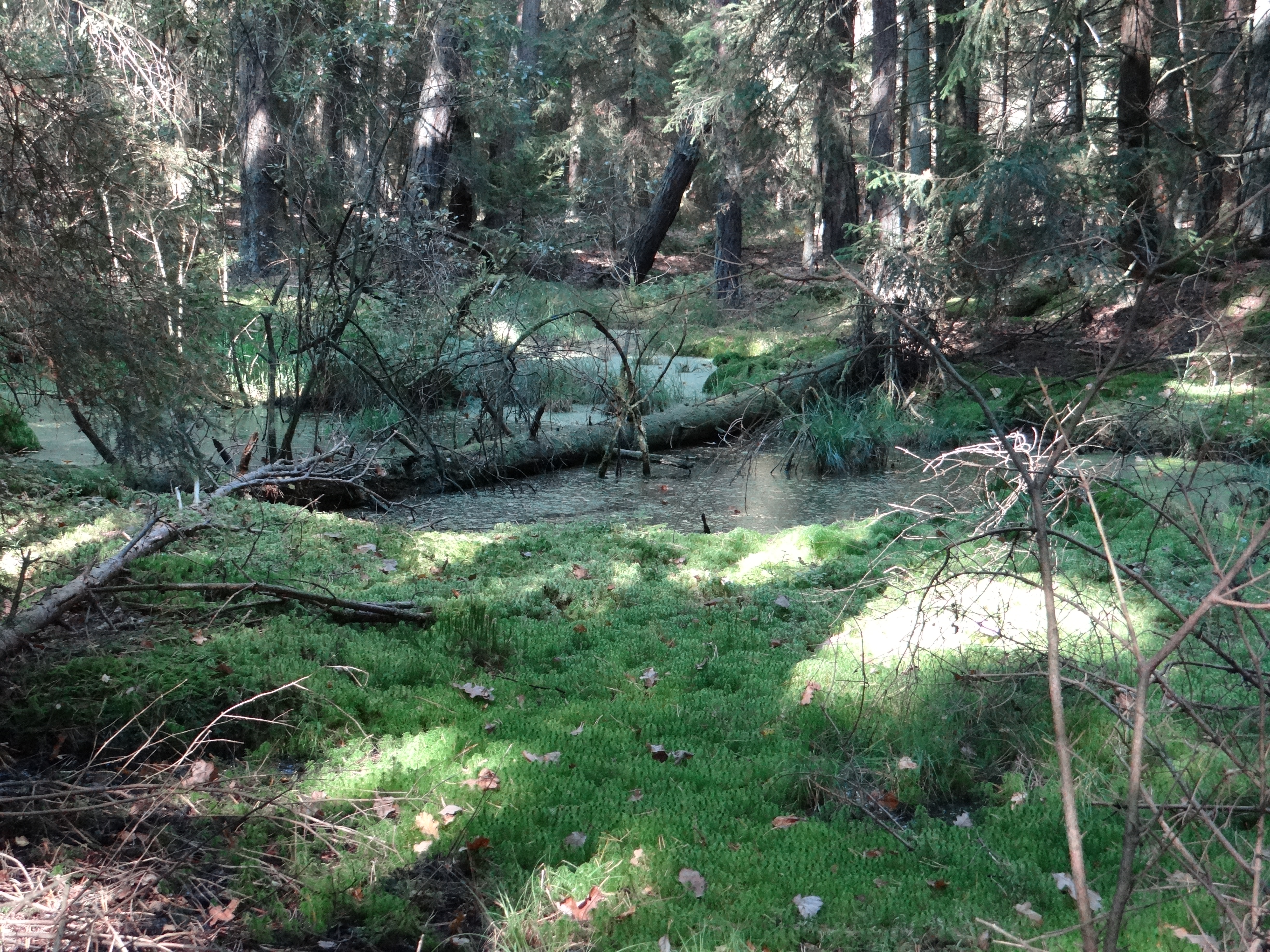
Tůně s deponovaným klestem

Pro úspěšné přežívání populací významných druhů se musí zajistit lesnické hospodaření, které povede ke světlým lesním porostům, umožňující přežívání chráněných druhů rostlin a živočichů, které žijí v nelesních mokřadních a vodních biotopech. Nežádoucí je tedy výsadba a rozšiřování smrku, jehož porosty vedou k zastínění světlomilné vegetace tůní. Také většina druhů obojživelníků vyskytujících se na lokalitě vyžaduje dostatečně osluněné vodní hladiny. Velmi negativně se na kvalitě biotopu jednotlivých tůní podepsalo deponování klestu a dalších těžebních zbytků na dně tůní. Tím se urychlilo zazemňování tůní a řada jich tak zanikla nebo zaniká. To se projevuje zejména v suchých letech, kdy je nízká hladina vody v tůních. To pak omezuje rozvoj populací chráněných druhů. Tento klest by se měl, pokud je to možné, z tůní odstraňovat v podzimních měsících, kdy již nejsou zarostlé vodní vegetací a ani se zde nenachází snůšky obojživelníků. Vytvoření velké mýtiny v centrální části území během těžby dřeva naopak podpořilo rozvoj populace kuňky obecné (Bombina bombina) a bublinatky vícekvěté (Utricularia bremii).

## Galerie

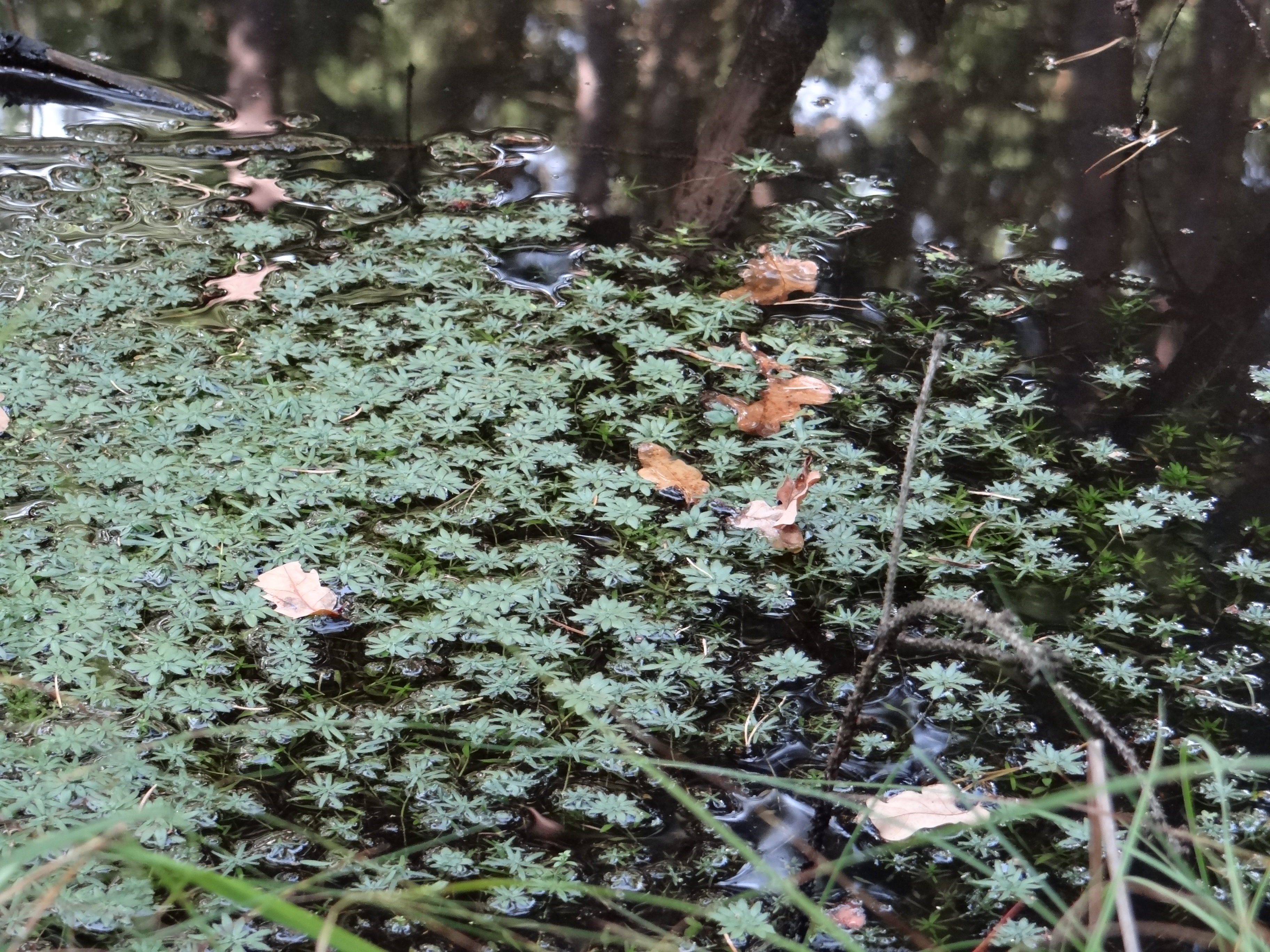
hvězdoš (Callitriche sp.)
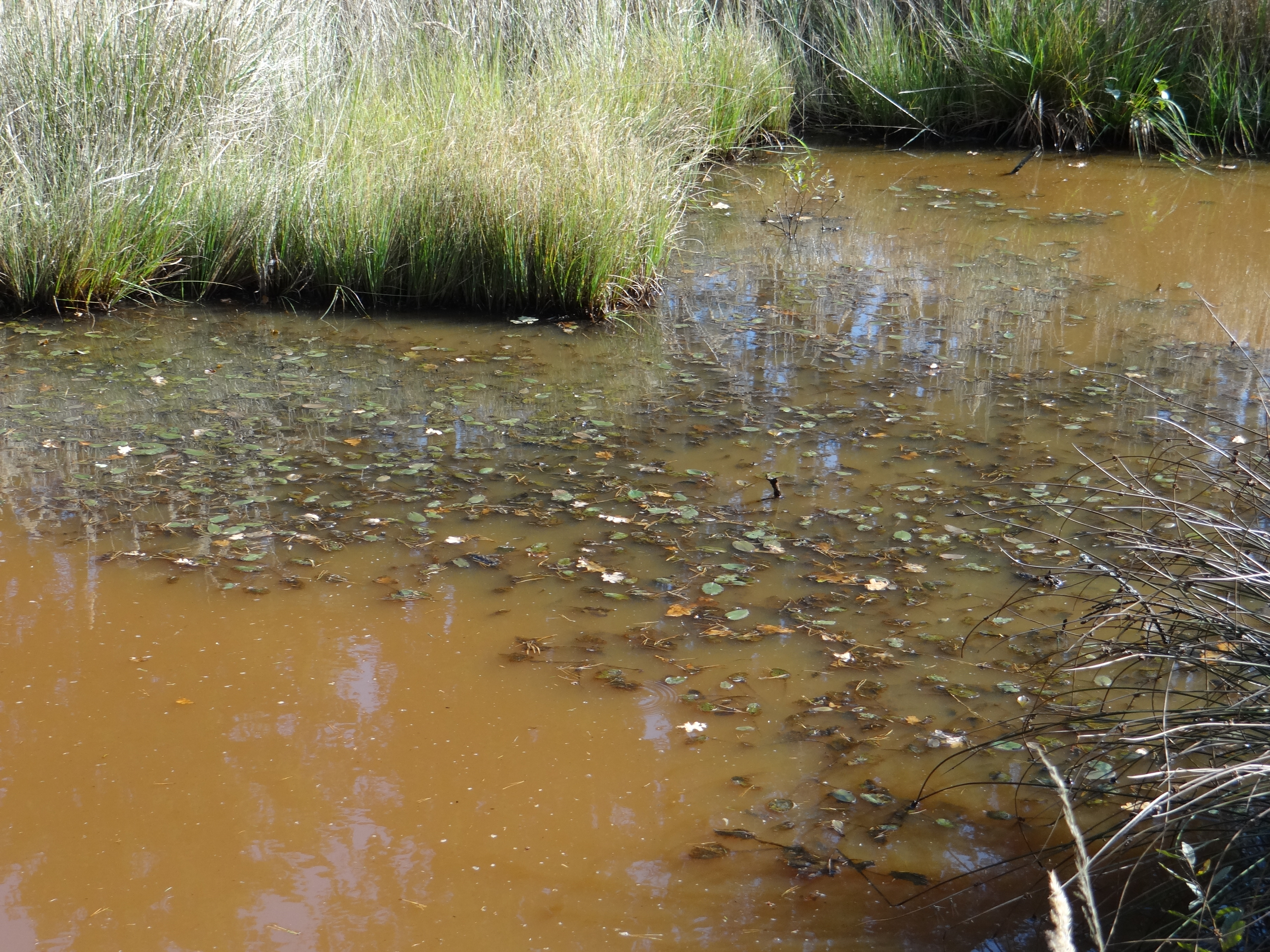
rdest vzplývavý (Potamogeton natans)
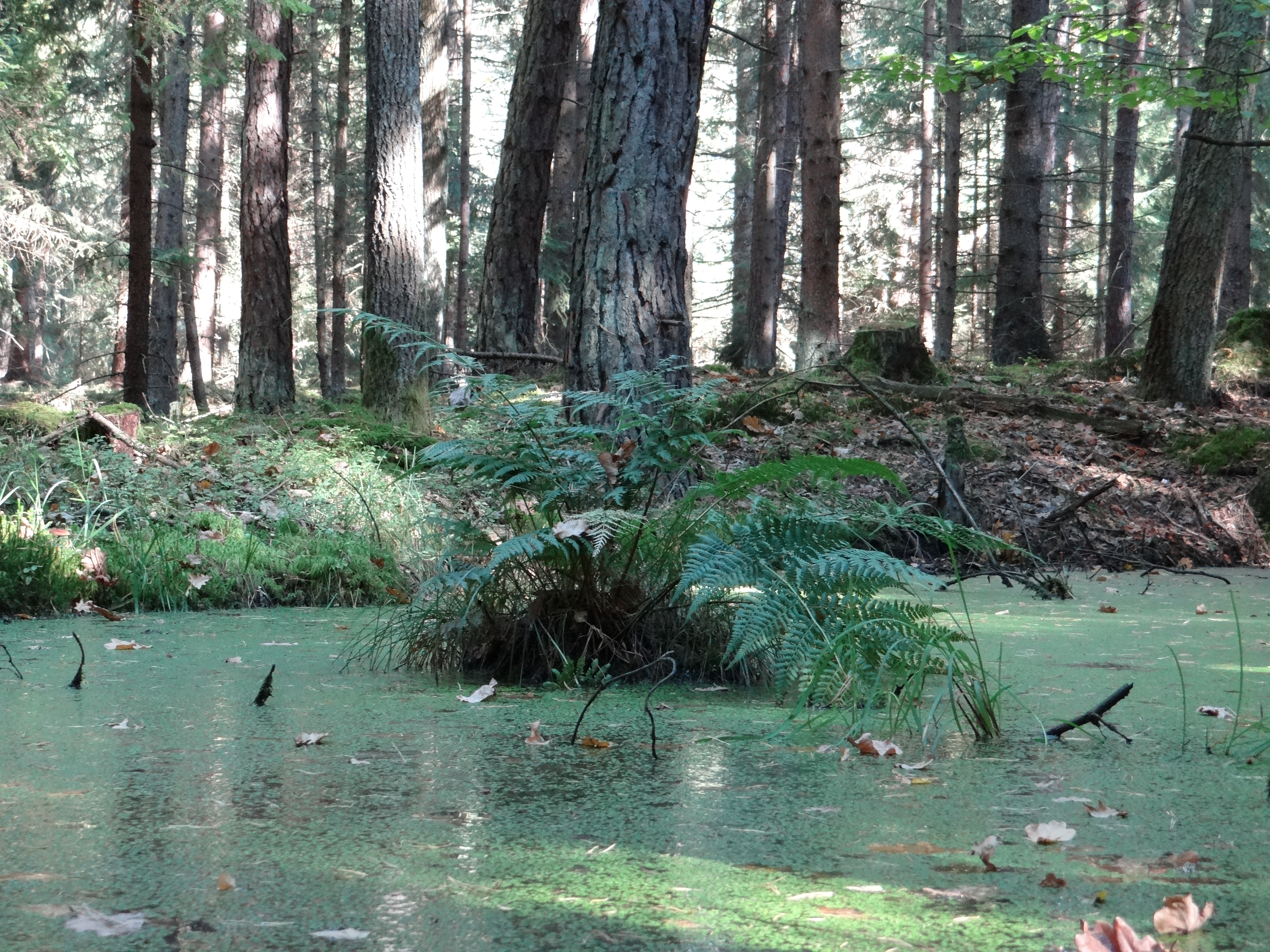
pérnatec horský (Lastraea limbosperma)
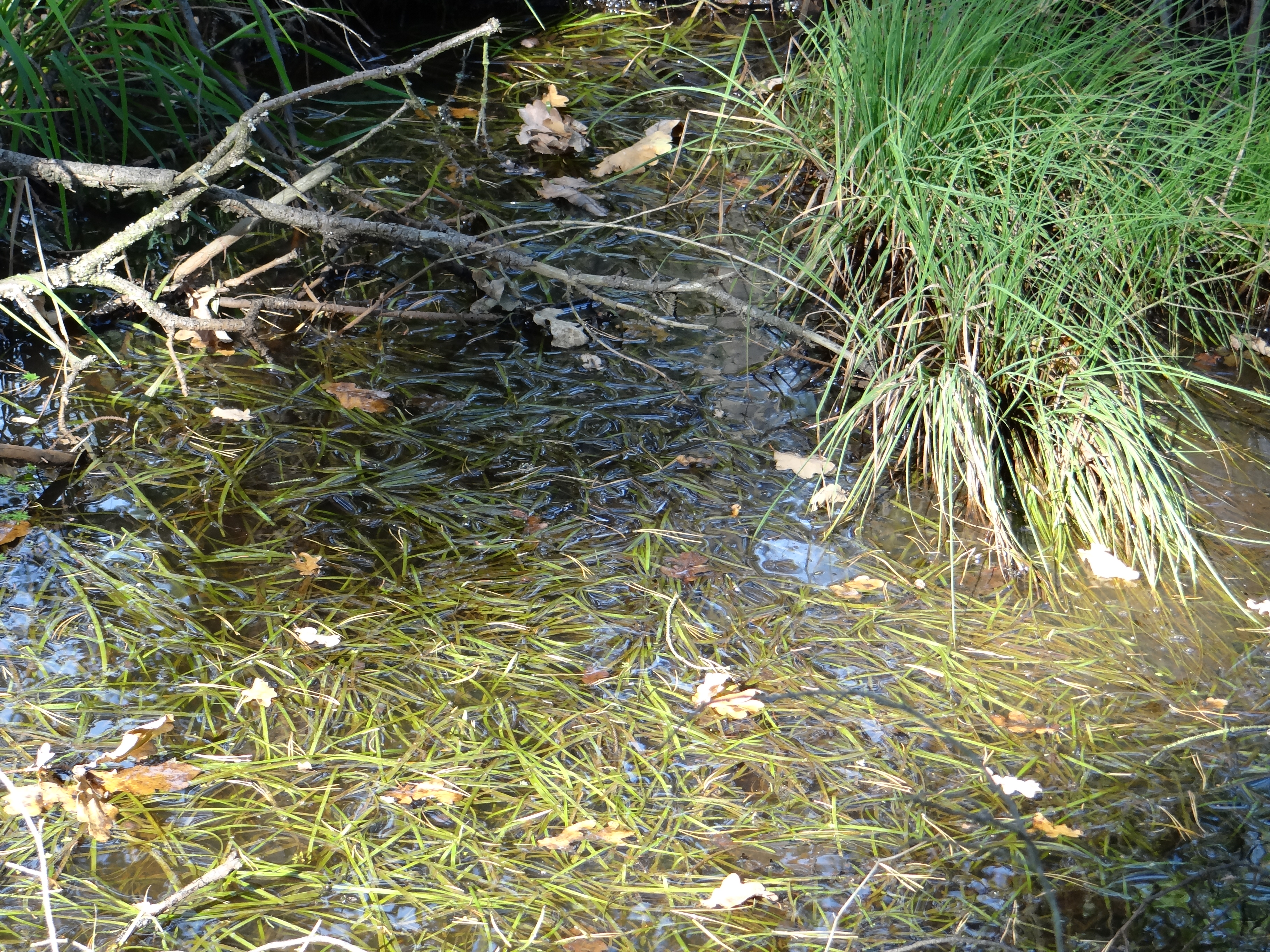
zevar nejmenší (Sparganium natans)